# 真馬塔䲁
真馬塔䲁（學名：Matanui profundum），為輻鰭魚綱䲁形目三鰭䲁科馬塔䲁屬的一個種，是由Ronald Fricke和Clive D. Roberts於1994年描述，分布於西南太平洋紐西蘭海域，深度97至500公尺，體長可達9.4公分，成魚棲息在大陸棚及大陸坡上層水域，雌魚產附著性卵，雄魚會守護卵，幼魚為浮游性，生活習性不明。